# Albtrauf zwischen Balgheim und Gosheim mit Dreifaltigkeitsberg, Klippeneck und Lemberg
Der Albtrauf zwischen Balgheim und Gosheim mit Dreifaltigkeitsberg, Klippeneck und Lemberg ist ein vom Landratsamt Tuttlingen am 9. April 1991 durch Verordnung ausgewiesenes Landschaftsschutzgebiet auf dem Gebiet der Gemeinden Balgheim, Denkingen, Gosheim und Spaichingen.

## Lage
Das Landschaftsschutzgebiet umfasst den markanten Steilabfall der Schwäbischen Alb zum Primtal. Beginnend am Dreifaltigkeitsberg nördlich Balgheim zieht es sich über eine Strecke von rund neun Kilometern entlang des Albtraufs über das Klippeneck bis zum Lemberg, der höchsten Erhebung der Schwäbischen Alb mit 1015,7 m ü. NHN nördlich von Gosheim. Der tiefste Punkt befindet sich am Zusammenfluss von Wettbach und Rohrenbach bei Denkingen auf 689,3 m ü. NHN. Das Schutzgebiet gehört zu den drei Naturräumen Baaralb und Oberes Donautal, Hohe Schwabenalb und Südwestliches Albvorland.

## Landschaftscharakter
Das Gebiet wird von der steil abfallenden Schichtstufe des Albtraufs gebildet, der etwa am Hummelsberg einen Höhenunterschied von ca. 300 m umfasst. Der Steilabfall wird von naturnahen Hangwäldern, felsigen Steilwänden und Felsformationen geprägt. Offene Flächen gibt es nur auf dem Dreifaltigkeitsberg sowie in den randlichen Bereichen.

## Geschichte
Bereits vor der Ausweisung des Schutzgebiets standen einige Landschaftsteile am Albtrauf zwischen Balgheim und Gosheim unter Landschaftsschutz. Das Klippeneck wurde am 25. März 1938, die Bereiche „Dreifaltigkeitsberg“, „Melchiorshalde“, „Sommerschafweide beim Steinbruch am alten Weg nach Böttingen“ und „Sommerschafweiden, Baum- und Heckengruppen am Hörnle, an der Steige und in der Au“ am 11. Januar 1944 unter Schutz gestellt. Diese Verordnungen traten mit der Ausweisung des Landschaftsschutzgebiets „Albtrauf zwischen Balgheim und Gosheim mit Dreifaltigkeitsberg, Klippeneck und Lemberg“ außer Kraft. 1996 wurde das Schutzgebiet durch die Ausweisung des Naturschutzgebiets Klippeneck um ca. 9 ha verkleinert.

## Zusammenhängende Schutzgebiete
Im Norden grenzt das Landschaftsschutzgebiet Albvorland östlich Wilflingen an. Oberhalb von Denkingen liegt angrenzend an das Landschaftsschutzgebiet das Naturschutzgebiet Klippeneck. Im Schutzgebiet befinden sich einige Teilgebiete des FFH-Gebiets Großer Heuberg und Donautal und gehört teilweise zum Vogelschutzgebiet Südwestalb und Oberes Donautal. Das gesamte Landschaftsschutzgebiet liegt im Naturpark Obere Donau.